# Dario urops
Dario urops — тропічний прісноводний вид риб з родини бадієвих (Badidae), найбільший з відомих представників роду даріо (Dario).
Це був перший вид родини, описаний з Південної Індії. Знахідка Dario в районі Західних Гатів була тоді несподіванкою, адже решта відомих представників роду походила з гірських районів в басейнах річок Брахмапутра та Іраваді, що в південно-східній Індії та М'янмі.
Назва виду urops виводиться від грецьких слів ουρά «хвіст» і ὄψ «око», вона вказує окоподібну пляму на хвостовому стеблі риб.
Відкриття виду сталося завдяки Нікхілу Сіду (англ. Nikhil Sood) з Бенгалуру (Індія) та Бенджаміну Гарінку (англ. Benjamin Harink) з Цюриха (Швейцарія), які не лише знайшли новий вид, а й повідомили про своє відкриття науковців. До складу дослідницької групи входили Ральф Брітц (англ. Ralf Britz) з Музею природознавства в Лондоні (англ. Natural History Museum, London, BMNH), Анвар Алі (англ. Anvar Ali) з дослідницької групи з охорони природи (англ. Conservation Research Group) в Сент-Альбертському коледжі (англ. St. Albert's College) в індійському місті Кочі та Сибі Філіп (англ. Siby Philip) з університету Порту (англ. University of Porto) в Португалії.

## Повторне відкриття
Цікаво, що перші зразки Dario urops були зібрані за понад 130 років раніше за появу його опису. Це зробив британський зоолог Френсіс Дей (англ. Francis Day) в невизначеному місці в районі «Wynaad», поблизу гірського ланцюга Західних Гатів; нині це штат Керала. Однак Ф. Дей не зробив офіційного опису виду, тому іхтіологи не помічали його існування.
Інформація про популяцію Badis dario із Західних Гатів містяться в монографіях Ф. Дея, присвячених рибам Індії: Day, F. (1875–78). The fishes of India: being a natural history of the fishes known to inhabit the seas and fresh waters of India, Burma, and Ceylon. William Dawson & Sons, London: 129 і Day, F. (1889). Fauna of British India including Ceylon and Burma Vol. 2. Taylor and Francis, London: 82. Подальші автори частіше не звертали уваги на ці записи й не знали про наявність зразків в колекції BMNH.
Після виявлення D. urops, але до публікації його опису, принциповий автор д-р Ральф Брітц розшукав матеріали Френсіса Дея й констатував, що зразки, позначені як Badis dario з «Wynaad», належать до описаного ним (у співавторстві) нового виду.

## Опис
Стандартна довжина зразків, досліджених 2012 року, становила 17,1-23,8 мм. Довжина екземплярів із зібрання Музею природознавства в Лондоні (F. Day, 1870) складає 16,4-28,5 мм.
Риби мають видовжене, помірно стиснуте з боків тіло. Верхній контур голови прямий або трохи випуклий, нижній — випуклий, і це надає голові загостреного вигляду. Очі розташовані в передній частині голови. Рот кінцевий. Контур спини вигнутий аркою, при цьому у самців сильніше, ніж у самок. Лінія черева майже пряма. Верхній і нижній контури тіла трохи наближаються один до одного на хвостовому стеблі. Хвостове стебло помірно тоншає в задній частині.
Луска ктеноїдна на боках і циклоїдна на верхній частині голови. У бічній лінії 28 лусок. Хребців: 28-29.
Спинний плавець має 14-15 твердих променів і 8-9 м'яких, анальний — 3 твердих і 8-9 м'яких, грудні плавці 12-13 м'яких променів, черевні 1 твердий і 5 м'яких, хвостовий 13-14 основних променів і по 4-5 додаткових зверху і знизу.
Перетинки між твердими променями спинного плавця вгорі закінчуються короткими складками, але не виступають вище кінцівок променів. М'які частини спинного та анального плавців закруглені на кінці й по довжині сягають основи хвостового плавця. Черевні плавці загострені у самців і закруглені у самок. Хвостовий плавець закруглений або трохи підрізаний.
Основний колір тіла жовтувато-бежевий. Дві горизонтальні смужки, одна перед оком, інша — за ним, добре помітні у самців і менше у самок. Те саме стосується й великої темної плями на зябровій кришці. Ця пляма має золотаво-зелений лиск. Серія нерегулярних темно-коричневих цяток проходить уздовж всієї спини, але обмежується лише двома верхніми рядами лусок. Темна облямівка луски утворює зигзагоподібний малюнок на хвостовому стеблі. Ще одна темна пляма розташована в корені хвостового плавця, але вона не завжди помітна.
Грудні плавці прозорі, решта має блакитно-сірий відтінок.
Статеві відмінності не відомі.
Dario urops є не тільки найбільшим представником роду Dario, він ще помітно відрізняється від них за морфологічними ознаками. У нього не вистачає деяких діагностичних характеристик роду, натомість за деякими параметрами будови плавців, кількістю хребців і окремими елементами забарвлення тіла Dario urops наближається до представників роду Badis.

## Розповсюдження і екологія
Dario urops був виявлений в маленькій річечці Бараполе (англ. Barapole), притоці річки Валапаттанам (англ. Valapattanam River) на півдні індійського штату Карнатака. Зразки виду були виловлені в січні 2012 року. Вода тоді була чистою й прозорою, ґрунт складався із суміші піску, мулу та великих валунів. Ширина річечки не перевищувала 10 метрів, а глибина — 2 метрів. Густі кущі лагенандри (Lagenandra) виступали над водою.
Dario urops тримається переважно серед густого коріння дерев, що звисає у воду вздовж берегів. Також ці риби були знайдені серед товстого шару опалого листя, яке накопичується в більш глибоких ділянках дна.
Інша популяція була виявлена 1870 року в невідомій місцевості в окрузі Ваянад (англ. Wayanad District) на північному сході штату Керала. Це верхів'я річки Кавері (англ. Cauvery River).
Валапаттанам тече на захід і впадає в Аравійське море, а Кавері несе свої води на схід до Бенгальської затоки.

## Утриманні в акваріумі
Цей вид не набрав популярності серед акваріумістів, не пропонує його й торгівля. Dario urops можна знайти лише в акваріумах жменьки приватних колекціонерів.